# Saint-Alban-de-Roche
Saint-Alban-de-Roche là một xã của tỉnh Isère, thuộc vùng Rhône-Alpes, đông nam nước Pháp.